# Callisto (maan)
Callisto is een maan van de planeet Jupiter. Callisto werd gelijktijdig ontdekt in januari 1610 door Galileo Galilei en Simon Marius. Het is de op twee na grootste maan in het zonnestelsel en is van ongeveer hetzelfde formaat als Mercurius.

## Natuurkundige kenmerken
Callisto is de maan met de meeste inslagkraters van het zonnestelsel. Eigenlijk zijn de inslagkraters en de bijbehorende concentrische ringen zowat de enig zichtbare geologische structuren, want grote vulkanen zijn niet aanwezig. Dit heeft ongetwijfeld te maken met de ijsstructuur van de maan; kraters en bergen, hoe groot ook, worden simpelweg weer uitgewist met het bewegen van de ijskorst over de geologische tijd. Er zijn twee enorme concentrische ringvormige inslagbassins waargenomen op Callisto; de Valhalla is de grootste met een felgekleurd gebied in het midden dat 600 kilometer in diameter is en ringen die tot 3000 kilometer in diameter uitweiden. Het een na grootste inslagbassin is Asgard, ongeveer 1600 kilometer in diameter. Een ander interessant litteken is de Gipul Catena, een lange serie inslagkraters liggende in een rechte lijn over het oppervlak van Callisto. Deze is mogelijk ontstaan door een object dat net als de komeet Shoemaker-Levy 9 door de getijdewerking uiteengereten werd toen het langs Jupiter vloog. De korst van Callisto wordt op een leeftijd van ongeveer 4 miljard jaar geschat en daarmee dateert deze bijna uit de begintijd van het zonnestelsel.

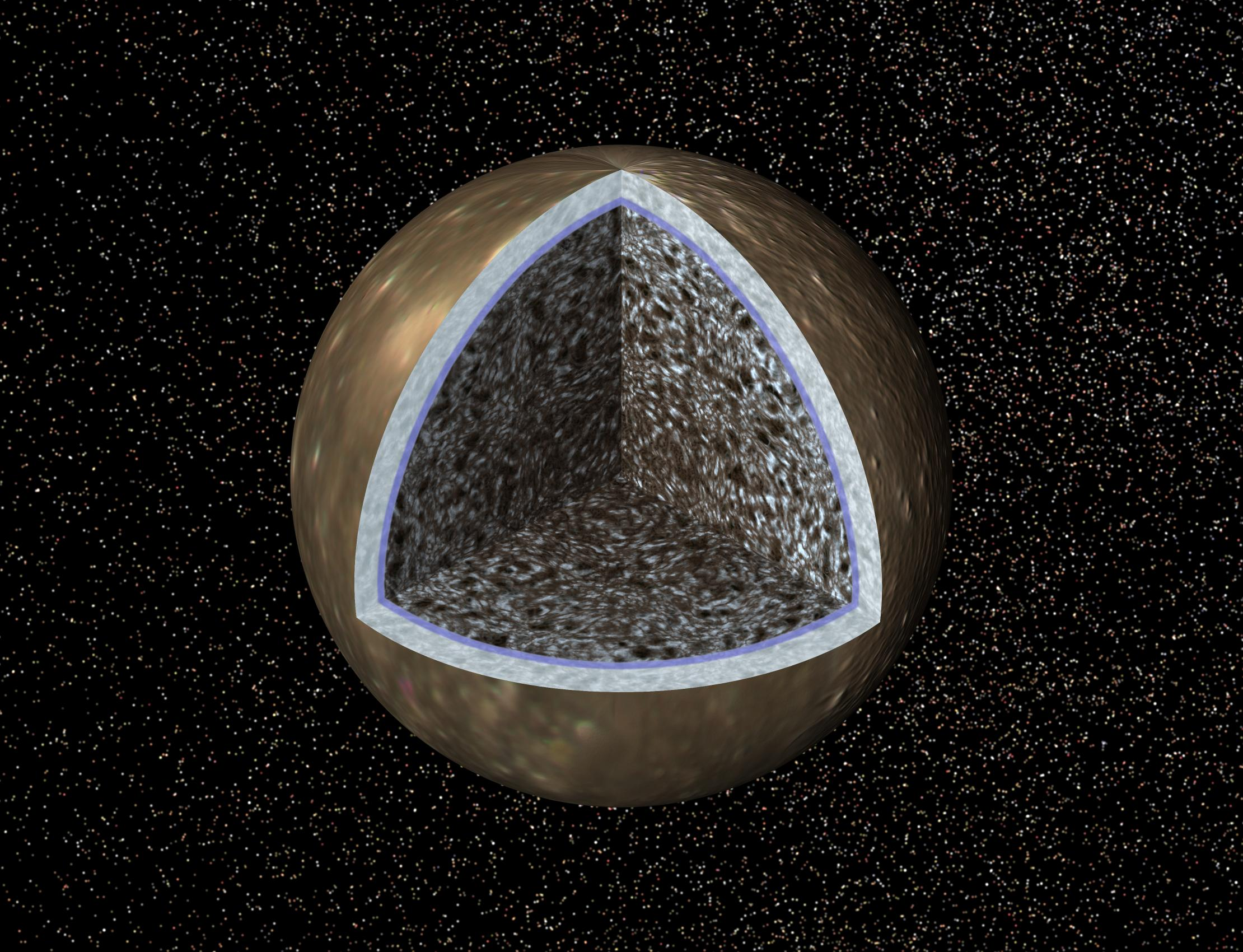
Callisto's binnenste bestaat uit samengeperst ijs en steen

De gehavende korst ligt boven op een ijslaag die ongeveer 200 kilometer dik is. Onder de korst bevindt zich een zoute oceaan, die meer dan 10 kilometers dik is. De oceaan is ontdekt door studies van de magnetische velden van Jupiter en zijn manen. Het bleek dat het magnetisch veld van Callisto varieert (stroomt op verschillende momenten in verschillende richtingen) reagerend op het achtergrondmagnetisme dat door Jupiter opgewekt wordt. Dit betekent dat zich een laag goed geleidende vloeistof binnen in Callisto bevindt. Een andere aanwijzing voor het bestaan van een oceaan onder de korst van Callisto is het feit dat op het oppervlak van de maan aan de andere kant van de krater Valhalla geen breuken of verstoord terrein gezien wordt, terwijl aan de andere kant van kraters op 'onze' maan en Mercurius wel flinke terreinverstoringen gezien worden. Dit kan verklaard worden met een vloeistoflaag die de seismische golven uitdempt voordat ze door Callisto heen kunnen bewegen en zich aan de andere kant van de planeet versterken.
Het lijkt erop dat Callisto onder de oceaan een vreemd binnenste heeft dat niet erg uniform is, maar ook niet dramatisch varieert. Gegevens van de ruimtesonde Galileo geven de suggestie dat het binnenste bestaat uit samengeperst ijs en steen, waarbij het percentage steen met de diepte toeneemt. Callisto heeft de laagste dichtheid van de vier Galileïsche manen van Jupiter, slechts 1,86 g/cm3, en bestaat uit 40% ijs en 60% silicaat/ijzer. De manen Titan en Triton zijn waarschijnlijk gelijkaardig in samenstelling.
Callisto heeft een zeer ijle atmosfeer van koolstofdioxide.
In tegenstelling tot zijn buur Ganymedes met zijn complexe terrein, is er voor Callisto weinig bewijs van platentektoniek. Terwijl Callisto grofweg gezien grote overeenkomsten vertoont met Ganymedes heeft ze klaarblijkelijk een veel eenvoudiger geologische geschiedenis. Het verschil in geologische geschiedenis tussen beide manen blijkt een flink probleem voor planetaire wetenschappers te zijn. Simpele Callisto is een goed referentiepunt voor andere meer complexe werelden en het zou een idee kunnen geven hoe de andere Galileïsche manen er in het begin hebben uitgezien.
Callisto bevindt zich in een baan net buiten de stralingsgordel van Jupiter.